# Cao (Heze)
Cao (chinesisch 曹县, Pinyin Cáo Xiàn) ist ein Kreis, der zum Verwaltungsgebiet der bezirksfreien Stadt Heze im Südwesten der ostchinesischen Provinz Shandong gehört. Die Fläche beträgt 1.969 Quadratkilometer und die Einwohnerzahl 1.365.675 (Stand: Zensus 2010). 1999 zählte Cao 1.394.034 Einwohner.